# Avenir sportif de La Marsa (volley-ball)
Maillots
L'Avenir sportif de La Marsa est un club de volley-ball tunisien et l'un des pionniers de cette discipline dans le pays.

## Histoire
La section de volley-ball de l'Avenir sportif de La Marsa est mise en place en 1944 par Moncef Klibi, sportif complet à l'époque car pratiquant le football et le tennis de table à l'Espérance sportive de Tunis, le volley-ball et l'athlétisme à la Zitouna Sports, etc.
Il réussit rapidement à réunir une pléiade de jeunes élèves — Tahar Sayaa, Ridha et Férid Ben Mami, Naceur Mehiri, Hamadi Mehrezi, Hamadi Djaït, Mohamed et Mahmoud Ghedamsi — qui jouent la finale du championnat en 1944 et la finale du critérium en 1945.

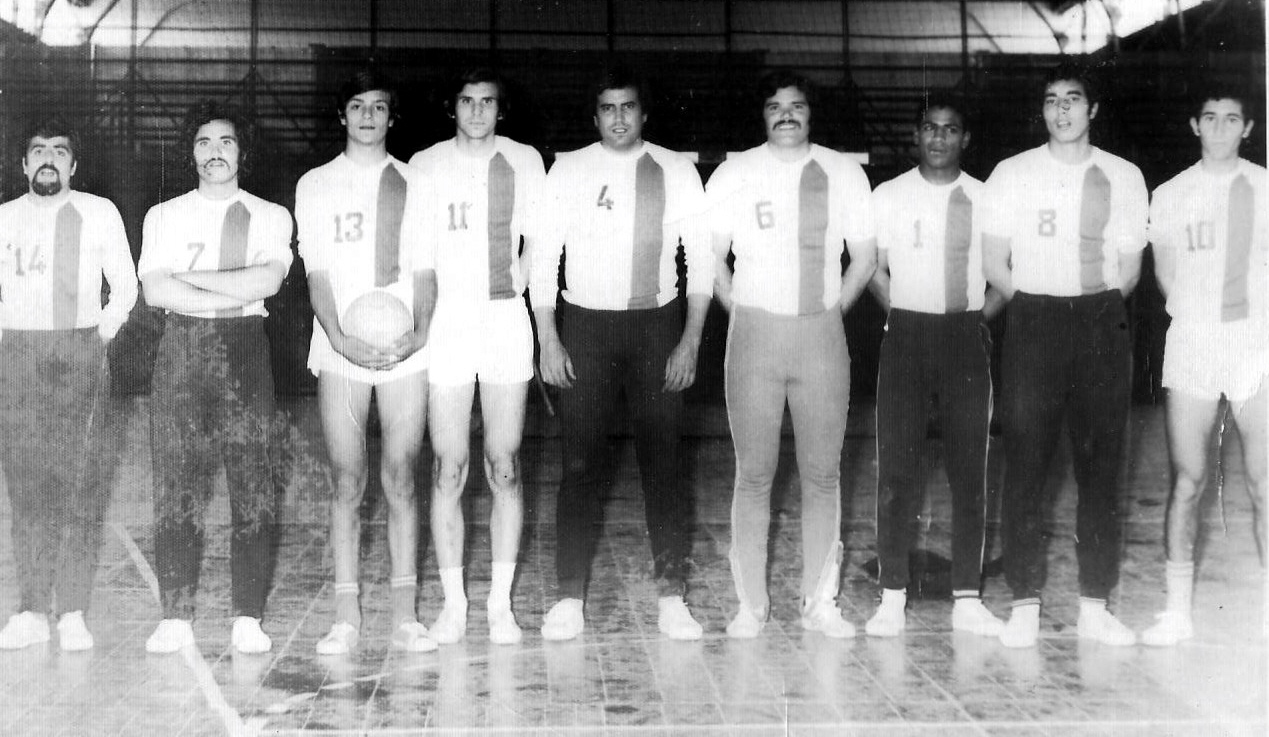
Équipe vainqueur de la demi-finale de la coupe de Tunisie 1971 contre le Club olympique de Kélibia (3-1) et détentrice du doublé : Pierre Boccara (14), Rafik Hayder (7), Ezzeddine Mhedhbi (13), Belhassen Mestiri (11), Chedly Fazaa (4), Raja Hayder (6), Moussa Ouergli (1), Naceur Bounatouf (8) et Adnène Boukef (10).

Cependant, c'est l'année 1962 qui marque le véritable tournant dans le parcours du club. En effet, à la suite de la fusion entre l'Étoile sportive goulettoise et l'Union sportive goulettoise, la plupart des joueurs du premier club choisissent de rejoindre l'Avenir sportif de La Marsa (Chedly Fazaa, Ridha Djaït, Habib Ben Ezzeddine et Abdelkrim Derouiche) et l'équipe, qui disposait déjà d'un effectif composé de plusieurs internationaux (Chamseddine Ben Ammar, Anouar Tebourbi, Larbi Jenhani et Mohamed Ali Ben Youssef) acquiert une nouvelle envergure en remportant deux doublés successifs.
Pendant une dizaine d'années, les compétitions de volley-ball se limitaient à un duel entre l'Espérance sportive de Tunis d'Hassine Belkhouja et l'Avenir sportif de La Marsa qui bénéficie de la maturité de ses jeunes joueurs : Moncef Ben Soltane, Behi Ouaiel, Raja Hayder ou encore Naceur Bounatouf. Depuis, le club n'est jamais parvenu à retrouver sa place d'antan, avec un seul championnat remporté en 1980 et une seule coupe de Tunisie remportée en 1988.
Par ailleurs, son équipe féminine (ayant remporté un total de six championnats et huit coupes de Tunisie) n'est plus active.

## Écusson

Logo ancien.
Logo actuel.

## Palmarès
- Championnat de Tunisie masculin (7) :
  - Vainqueur : 1962, 1963, 1970, 1971, 1973, 1975, 1980
- Coupe de Tunisie masculine (8) :
  - Vainqueur : 1962, 1963, 1968, 1969, 1970, 1971, 1973, 1988
  - Finaliste : 1964, 1980, 1981, 1989, 2023
- Coupe maghrébine masculine des clubs champions (1) :
  - Vainqueur : 1970
- Championnat de Tunisie féminin (6) :
  - Vainqueur : 1974, 1975, 1976, 1977, 1978, 1979
- Coupe de Tunisie féminine (8) :
  - Vainqueur : 1974, 1976, 1977, 1978, 1979, 1980, 1981, 1982
  - Finaliste : 1972, 1975